# Stévy Nzambé
Stévy Nzambe (1991) é um futebolista profissional gabonense que atua como defensor, atualmente defende o AS Mangasport.

## Carreira
Stevy Nzambe fez parte do elenco da Seleção Gabonense de Futebol da Olimpíadas de 2012.